# Wiosna
Wiosna (česky Jaro) je polská středolevicová politická strana založená 3. února 2019.

## Historie
Strana byla založena na sjezdu v únoru 2019. Jejím zakladatelem a prvním předsedou je Robert Biedroń.
V parlamentních volbách 2019 strana kandidovala v rámci koalice Levice (spolu s SLD a Lewica Razem) a získala 19 poslaneckých mandátů v Sejmu.

## Program
Strana se hlásí k progresivním a sociálně liberálním hodnotám, podporuje ženská práva a sociální stát. Usiluje o odluku církve od státu, legalizaci interrupcí, odstranění výuky náboženství na školách, uzákonění stejnopohlavních sňatků a vyšší sociální výdaje. Profiluje se environmentalisticky a přejímá některé prvky zelené politiky, je například pro uzavření všech uhelných dolů v Polsku do roku 2035.